# Jia Yu Channel
Jia Yu Channel is een Chinese 24 uurstelevisiezender in Maleisië. Ze werken onder de slogan "Wholesome family entertainment". De zender gebruikt voornamelijk Standaardmandarijn en Standaardkantonees als voertaal.
De zender begon op 17 november 2005 met uitzenden, na toestemming van de toenmalige minister van Informatie Datuk Seri Abdul Kadir Sheikh Fadzir.
Ongeveer zeventig procent van de programmering komt oorspronkelijk van Guangdong Television (GDTV) in China en van Hongkongse programma's. De andere bron is Cosmos Discovery Sdn Bhd, een lokale productiemaatschappij.